# Grenze zwischen Guinea und Mali

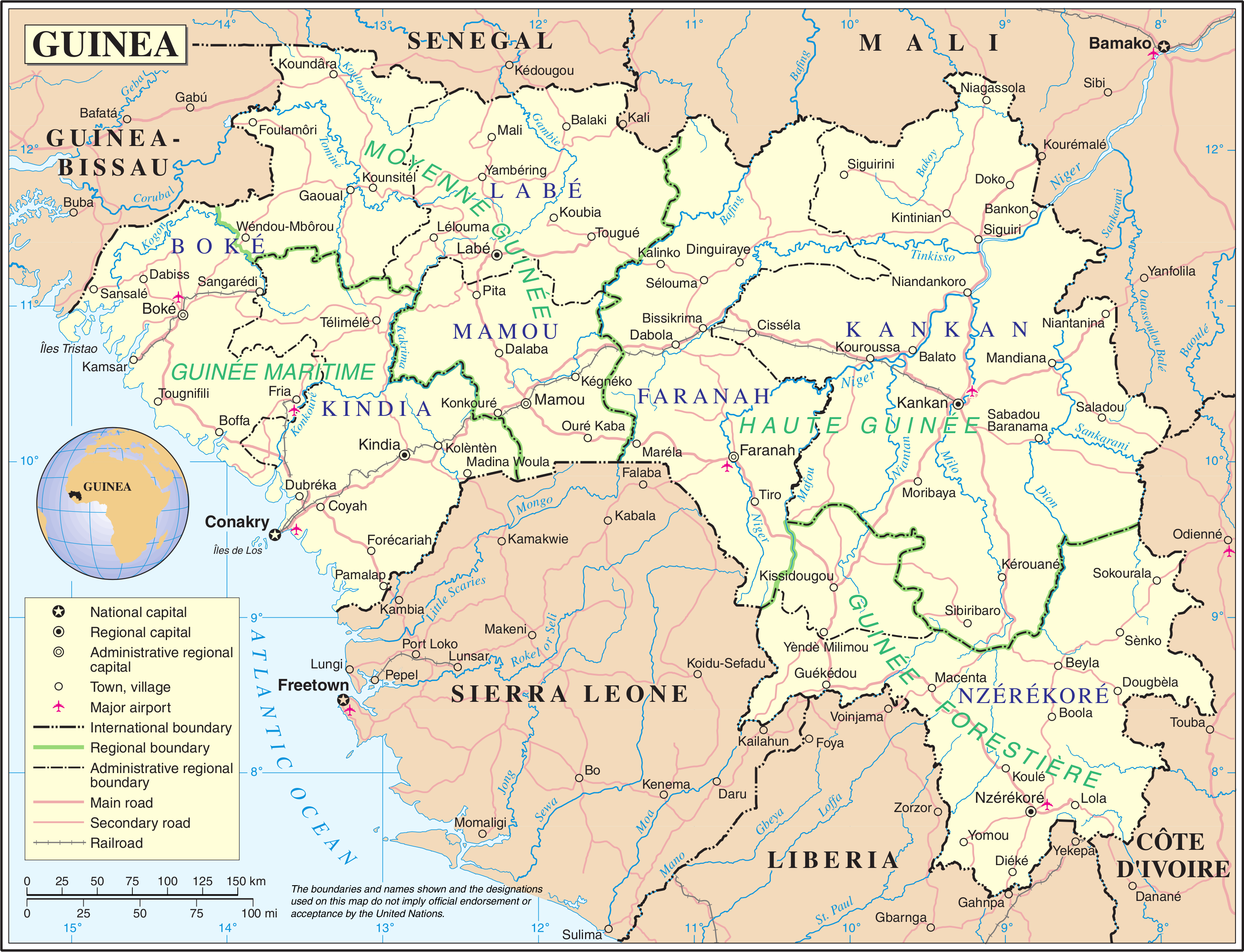
Karte von Guinea, die Grenze zu Mali im Nordosten

Die Grenze zwischen Guinea und Mali trennt als internationale Landgrenze diese beiden Staaten. Sie ist 1062 km lang (die Angaben differieren). Sie verläuft in der Sahelzone vom Dreiländereck Guinea-Mali-Senegal in zunächst generell östlicher und dann südsüdöstlicher Richtung bis zum Dreiländereck Republik Côte d’Ivoire (Elfenbeinküste)-Guinea-Mali.

## Geschichte
Frankreich, das die senegalesischen Küstengebiete schon seit dem 17. Jahrhundert zu kolonialisieren begonnen hatte, besetzte die Küste des heutigen Guinea im späten 19. Jahrhundert als Kolonie Rivières du Sud, seit 1893 als Guinée française benannt. Im Rahmen des Wettlaufs um Afrika hatte Frankreich ab den 1880er Jahren auch die Kontrolle über das Gebiet der heutigen Staaten Mali und Niger (damals Obersenegal und Niger) erlangt und im Jahr 1900 besetzt. Diese Gebiete gehörten in der Folge zu Französisch-Westafrika (Afrique occidentale française, AOF). Die Grenzziehung zu Französisch-Guinea dürfte in den 1890er Jahren erfolgt sein. In einer Verfügung aus dem Jahr 1911 erfolgte eine genauere Festlegung. 1958 wurde Guinea, das sich weigerte, der Communauté française beizutreten, unabhängig, 1960 auch (mit dem kurzen Zwischenspiel der Mali-Föderation mit Senegal) Mali, der frühere Französisch-Sudan. Konflikte über die Goldförderung in der Grenzregion führten in der Folgezeit zu mehreren lokalen Zusammenstößen.

## Grenzverlauf
Die Grenze nimmt am Dreiländereck mit dem Senegal am Balinko-Fluss (12°24'36"N, 11°22'48"W) ihren Anfang Sie folgt dem Fluss zunächst nach Süden, wendet sich dann nach Südosten und folgt mehreren Gewässern und Überlandstrecken. Sie erreicht sodann den Bafing-Fluss und folgt diesem nach Osten, und weiter den Djinko. Sie führt überland nach Süden, folgt kurz dem Niger-Fluss und erreicht nach einem Überlandabschnitt den Sankarani-Fluss, dem sich in südwestlicher Richtung folgt. Sie verlässt den Fluss und führt mit einer Reihe unregelmäßiger Abschnitte zunächst nach Osten und dann nach Süden, bis sie das Dreiländereck mit der Republik Côte d’Ivoire (Elfenbeinküste) (10°10'48"N, 7°58'48"W) erreicht.

## Orte nahe der Grenze

### Guinea
- Nouhouya
- Niagassola
- Bankon
- Niantania

### Mali
- Kofoulabe
- Kali
- Kouremale